# Egzarchat patriarszy Kuwejtu
Egzarchat patriarszy Kuwejtu – egzarchat Kościoła melchickiego w Kuwejcie, ustanowiony 25 marca 1972 roku. Choć podlega bezpośrednio melchickiemu patriarsze Antiochii, na jego czele nie stoi zwykle biskup, lecz archimandryta. 